# Aguiján
Aguiján es una pequeña isla de las Islas Marianas del Norte situada a 8 km de Tinián, isla separada por el Canal de Tinian. Tiene 7,09 km ² (2,738 millas cuadradas) en tamaño y es apodada Goat Island, debido a la gran cantidad de cabras salvajes presentes allí. Gran parte de la vegetación nativa en Aguijan ha sido destruida por las cabras.
Actualmente la isla está deshabitada y es visitada raramente.